# Bergsknekt
Bergsknekt är en svensk historisk titel som avser en knekt vid bergsbruk, men med varierande uppgifter beroende på ort.
Med bergsknekt avses ibland knektarna i Bergsregementet som kom från området Bergslagen. Vid åtminstone Stora Kopparberget kunde det, om än sällan, utgå som straff som gruvrätten utdömde att bli knekt. Det gällde då arbetare i gruvan som inte tillhörde bergslaget.
Bergsknekt kallades också de knektar som bergmästaren i tionde bergmästardömet sedan 1646 under drottning Kristinas regeringstid valde ut från Västerbottens regemente för att arbeta i Nasa silvergruva. De var 115 stycken, och på grund av det hårda klimatet fick de arbeta i tremånadersskift, men gruvan skulle alltid vara igång med dag- och nattskift. Bruksknektarnas tid i Nasa varade bara till 1659 då norrmän förstörde gruvorna. Samma bergsknektar användes också till andra statsnyttiga uppgifter, och var under dessa tretton år också skansarbetare i Ångermanland.
Andra knektar vid berget var landsknektarna som vaktade gruvarbetarna under bergsfriden. Landsknektarna arbetade inte nere i gruvorna, men kunde dömas till detta om de begick brott.